# Beloveža
Beloveža este o comună slovacă, aflată în districtul Bardejov din regiunea Prešov. Localitatea se află la altitudinea de 295 m deasupra n.m., se întinde pe o suprafață de 10,15 km2 și în 2017 număra 793 de locuitori. Se învecinează cu comuna Komárov, Bardejov.

## Istoric
Localitatea Beloveža este atestată documentar din 1355.

## Demografie
| An:                | 1994 | 2004   | 2014   | 2024   |
| ------------------ | ---- | ------ | ------ | ------ |
| Număr de persoane: | 827  | 797    | 807    | 789    |
| Diferență:         |      | −3,62% | +1,25% | −2,23% |

| An:                | 2023 | 2024   |
| ------------------ | ---- | ------ |
| Număr de persoane: | 781  | 789    |
| Diferență:         |      | +1,02% |